# Frankie and Johnny
Frankie and Johnny (alternativ: Frankie and Albert, Frankie Was a Good Girl) ist der Titel eines amerikanischen Folksongs über das dramatische Ende einer Liebesbeziehung.
Der Song hat seinen Ursprung in einem realen Ereignis, dem Mord an Albert Britt durch Frankie Baker in St. Louis im Jahre 1899. Ein Mord aus Eifersucht: Britt hatte mit einer anderen Partnerin, mit Nellie Bly, an einem Cakewalk teilgenommen. Darüber kam es zum Streit und zur tödlichen Verletzung Britts.
Die erste gedruckte Version des Liedes erschien 1904, damals unter dem Titel He Done Me Wrong (Death of Bill Bailey); Komponist und Texter war Hughie Cannon. Im Lauf der Zeit entstanden mehr und mehr Varianten und Interpretationen des Songs. Schon in den 1930er Jahren wurden sie vom Folk-Archivar Robert Winslow Gordon dokumentiert; später, 1962, wurde der Song sogar Gegenstand einer Dissertation: „Frankie and Her Men“ von Bruce Redfern Buckley. Beide Studien belegten annähernd 300 verschiedene Varianten. Musikalisch ordnet Buckley die Varianten zwei Genres zu: Zum „Folk“-Genre gehören für ihn eher die „Frankie and Albert“-Varianten, zum „Popular“-Genre eher die „Frankie and Johnny“-Varianten, die sich seit 1912 nachweisen lassen.

## Versionen des Songs (Auswahl)
1928 – Mississippi John Hurt: Frankie. Wiederveröffentlicht u. a. auf der 1952 von Harry Smith herausgegebenen Anthology of American Folk Music sowie 2005 auf dem Begleitalbum zur Essaysammlung The Rose & the Briar – Death, Love and Liberty in the American Ballad (herausgegeben von Greil Marcus und Sean Wilentz).
1935 – Lead Belly
1973 – Taj Mahal & Pointer Sisters: Frankie and Albert. Veröffentlicht auf dem Album Oooh So Good 'n Blues.
1992 – Bob Dylan: Frankie & Albert. Veröffentlicht auf dem Album Good as I Been to You.
1999 – Beth Orton: Frankie. Veröffentlicht auf dem Album The Harry Smith Project – Anthology of American Folk Music Revisited aus 2006.
Weitere Versionen des Songs gibt es u. a. von Brook Benton, Lonnie Donegan, Mae West, Johnny Cash, Sam Cooke, Stevie Wonder, Jerry Lee Lewis, Gene Vincent, Louis Armstrong, Charley Patton, Duke Ellington und Sammy Davis jr.
Die kommerziell erfolgreichste Version erschien 1959 von Johnny Cash unter dem Titel Frankie's Man, Johnny und gelangte in den Country-Charts bis Platz 9 und in den Billboard-Pop-Charts Platz 57. Ebenfalls 1959 platzierte sich Johnny Seas Version in den Country-Charts auf Platz 13.

## Varia
- Der Song Frankie and Johnny war (1930) Ausgangspunkt für eine Dramatisierung des Stoffes durch den späteren Filmregisseur John Huston, die unter demselben Titel auf die Bühne kam.[12] Der Text des Bühnenstücks wurde, mit Illustrationen von Miguel Covarrubias, auch als Buch herausgegeben.[13]
- Eine von Cyd Charisse zur Version von Sammy Davis jr. getanzte Szenerie des Lieds ist Bestandteil des Spielfilms Meet Me in Las Vegas (1956).
- Die Handlung des Liedes war auch Vorlage für den Film Frankie und Johnny (1966) mit Elvis Presley.

## Trivia
In dem Lied gibt es eine Strophe, in der Franky ihren untreuen Ehemann bei seiner Geliebten Nellie Bly ertappt. Es handelt sich aber wahrscheinlich nicht um diese Nellie Bly, sondern um die Originalfigur aus dem Lied von Stephen Foster.